# Henry Puna

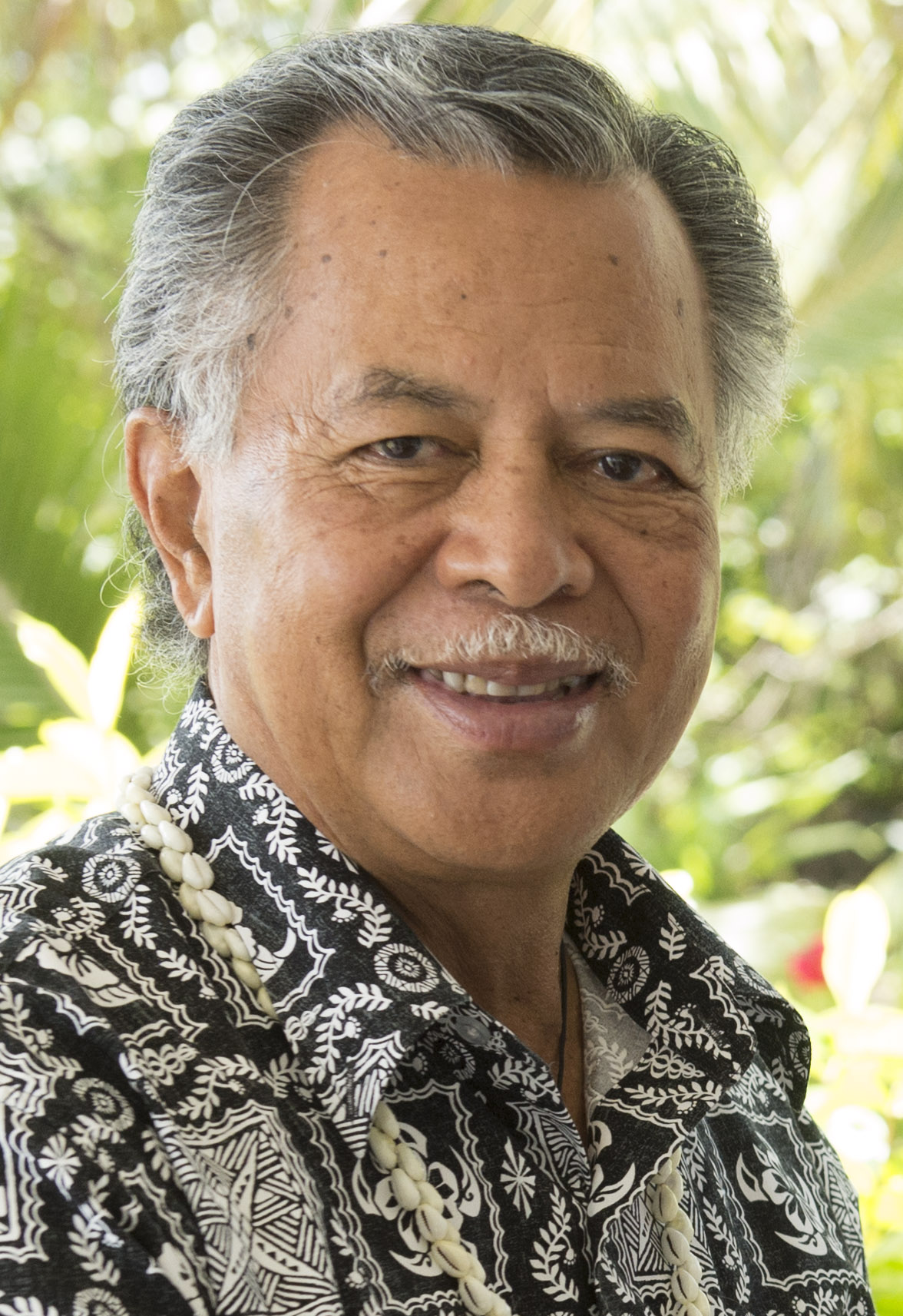
Henry Puna (2015)

Henry Tuakeu Puna (* 29. Juli 1949) ist ein Politiker von und war von 2010 bis 2020 Premierminister der Cookinseln.

## Kindheit und Ausbildung
Puna wurde 1949 geboren und wuchs mit sieben Brüdern und fünf Schwestern in Aitutaki auf. Er studierte Jura an der Universität Auckland und der Universität von Tasmanien und kehrte dann auf die Cookinseln zurück, um dort als Anwalt zu arbeiten.

## Politische Karriere
Puna wurde erstmals 2005 in das Parlament der Cookinseln gewählt.  Nach dem Rücktritt von Geoffrey Henry im September 2006 wurde er Vorsitzender der Cook Islands Party. Im selben Jahr verlor er seinen Sitz im Parlament, blieb aber Parteivorsitzender. Bei den Wahlen im November 2010 gewann die Cook Islands Party 16 der 24 Sitze im Parlament. Puna wurde am 30. November 2010 als Premierminister der Cookinseln vereidigt.
Am 17. Juni 2020 trat Puna als Premierminister zurück, um Generalsekretär des Pacific Islands Forums zu werden. Seine Wahl zum Generalsekretär im Februar 2021 führte zum Austritt der fünf mikronesischen Staaten aus dem Staatenbund, da sie sich als Subregion benachteiligt sahen.